# جزيرة دينا
جزيرة دينا تقع في إمارة أبوظبي ، وتبعد عن مركز الإمارة بحوالي 206 كم . وهي جزيرة صغيرة تقع إلى الشرق من جزيرة دلما بـ43 كم، كما كانت في الماضي أحد المقرات لمغاصات لؤلؤ ، تضم الجزيرة عدد لا بأس به من طيور الغاق السقطري 

## الجغرافية

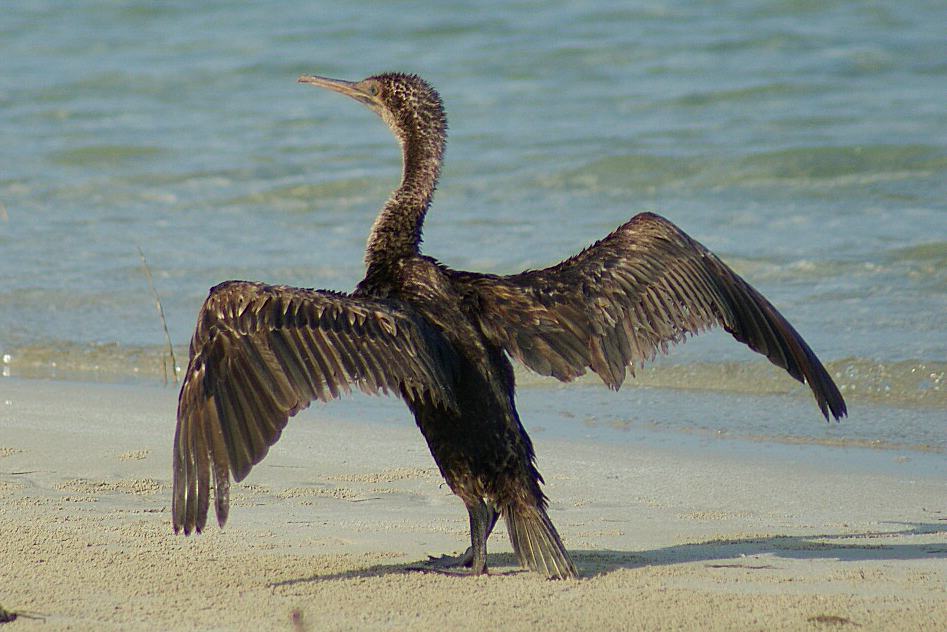
الغاق السقطري

ذات شكل بيضوي، منخفضة منبسطة ورملية فيها القليل من الحشائش، وأعلى جزء فيها عبارة عن صخرة سوداء متصلة بالطرف الشمالي 
ترتفع حوالي 9 أقدام فوق سطح البحر ، يبلغ طول الجزيرة 1,5 ميل من شمال الشمال الغربي إلى جنوب الجنوب الشرقي، ويبلغ عرضها نحو كيلومتر واحد . 